# Protoribates rotundus
Protoribates rotundus är en kvalsterart som först beskrevs av Aoki 2002.  Protoribates rotundus ingår i släktet Protoribates och familjen Protoribatidae. Inga underarter finns listade i Catalogue of Life.